# IQ Девы
IQ Девы (лат. IQ Virginis), HD 103313 — одиночная переменная звезда в созвездии Девы на расстоянии приблизительно 403 световых лет (около 124 парсек) от Солнца. Визуальная звёздная величина звезды — от +6,32m до +6,3m. Возраст звезды определён как около 983 млн лет.
Открыта Крисом Коэном и др. в 1995 году*.

## Характеристики
IQ Девы — жёлто-белая пульсирующая переменная звезда типа Дельты Щита (DSCTC) спектрального класса A5, или A6V, или A7III, или A7-F1, или A8III, или A9V, или F0V. Масса — около 2,333 солнечной, радиус — около 3,431 солнечного, светимость — около 37,218 солнечной. Эффективная температура — около 7784 K.

## Планетная система
В 2019 году учёными, анализирующими данные проектов Hipparcos и Gaia, у звезды обнаружена планета HIP 58002 b.